# Birthamula diffusa
Birthamula diffusa är en fjärilsart som beskrevs av W. Warren 1897. Birthamula diffusa ingår i släktet Birthamula och familjen snigelspinnare. Inga underarter finns listade i Catalogue of Life.